# Pimenta obscura
Pimenta obscura är en myrtenväxtart som beskrevs av George Richardson Proctor. Pimenta obscura ingår i släktet Pimenta och familjen myrtenväxter. IUCN kategoriserar arten globalt som sårbar. Inga underarter finns listade i Catalogue of Life.